# Universidad Católica Nuestra Señora de la Asunción
Die Universidad Católica Nuestra Señora de la Asunción (UCA) ist eine katholische Privat-Universität in Asunción, Paraguay.
Die Universität wurde 1959 von Aníbal Mena Porta, Erzbischof von Asunción, gegründet. 1960 wurde sie als Universität staatlich anerkannt. Derzeitiger Präsident ist Mons. Ignacio Gogorza, Rektor ist Antonio Tellechea Solís.

## Fakultäten
- Wirtschafts- und Verwaltungswissenschaften
- Philosophie und Geisteswissenschaften
- Naturwissenschaften
- Katholische Theologie
- Rechtswissenschaften
- Medizin
- Musikwissenschaften